# HMAS Farncomb (1995)
HMAS Farncomb (SSG 74) – okręt podwodny typu Collins, służący w Royal Australian Navy (RAN) na przełomie XX i XXI wieku.
Stępkę okrętu noszącego nazwę pochodzącą od kontradmirała Farncomba położono w Osborne w firmie Australian Submarine Corporation 3 marca 1991. Jednostkę zwodowano 15 grudnia 1995, weszła do służby 31 stycznia 1998.
14 czerwca 1999 HMAS „Farncomb” wziął udział w ćwiczeniach w pobliżu wybrzeża Australii Zachodniej. W trakcie tych manewrów wystrzelił torpedę Mark 48 ADCAP, która zatopiła okręt-cel: wycofany ze służby niszczyciel eskortowy HMAS „Torrens”.